# Joel Prpic
Joel Melvin Prpic (* 25. September 1974 in Sudbury, Ontario) ist ein ehemaliger kanadischer Eishockeyspieler mit kroatischer Staatsbürgerschaft, der zuletzt für Brantford Blast spielte.  

## Karriere
Joel Prpic begann seine Karriere als Eishockeyspieler in der Mannschaft der St. Lawrence University, in der er von 1993 bis 1997 aktiv war. Zuvor war der Angreifer bereits als Juniorenspieler im NHL Entry Draft 1993 in der neunten Runde als insgesamt 233. Spieler von den Boston Bruins ausgewählt worden. Für die Bruins gab Prpic in der Saison 1997/98 sein Debüt in der National Hockey League, wobei er nur in einem NHL-Spiel auf dem Eis stand und die gesamte restliche Spielzeit bei Bostons Farmteam, den Providence Bruins aus der American Hockey League, verbrachte. Mit Providence gewann er in der folgenden Spielzeit den Calder Cup. 
In der Saison 1999/2000 gab er drei Vorlagen für Boston bei 14 Einsätzen in der NHL, ehe er im August 2000 einen Vertrag als Free Agent bei der Colorado Avalanche unterschrieb. Sowohl in Colorado, als auch anschließend bei deren Ligarivalen San Jose Sharks konnte sich der Linksschütze nicht durchsetzen und verbrachte bis auf drei Partien für Colorado in der Saison 2000/01 die gesamte Zeit bei deren AHL-Farmteams Hershey Bears und Cleveland Barons.    
Im Sommer 2002 wechselte Prpic zum Kokudo Ice Hockey Club (ab 2006 Seibu Prince Rabbits) aus der Japan Ice Hockey League, mit dem er 2003 und 2004 jeweils die japanische Meisterschaft gewann. Ab der Saison 2003/04 nahm er mit Kokudo zudem an der neugegründeten Asia League Ice Hockey teil, die er mit seiner Mannschaft 2005 und 2006 zwei Mal in Folge gewann. Nachdem sich die Seibu Prince Rabbits im Anschluss an die Saison 2008/09 aus finanziellen Gründen aus der ALIH zurückziehen mussten, unterschrieb Prpic beim KHL Medveščak Zagreb, der vor der Saison 2009/10 in die Österreichische Eishockey-Liga aufgenommen worden war. Dort gehörte er in den ersten beiden EBEL-Spielzeiten zu den teamintern besten Punktesammlern. 2011 und 2012 wurde er mit Medveščak zudem Kroatischer Meister. 2012 wechselte er in seine Heimat Ontario zu den Brantford Blast, wo er bis 2018 spielte. Mit dem Club gewann er 2013 und 2014 die ACH und wurde 2014 auch als wertvollster Spieler dieser Amateurliga ausgezeichnet. Zudem wählte ihn die Ontario Hockey Association zum besten Seniorenspieler auf AAA-Niveau. 2015 war er bester Vorlagengeber der ACH.

### International
Für Kroatien nahm Prpic an der Weltmeisterschaft der Division II 2012 teil. Im Turnierverlauf erzielte er in fünf Spielen drei Tore und zehn Vorlagen und wurde so als Topscorer und bester Vorbereiter ausgezeichnet. Ein Jahr später stieg er als Kapitän mit der Kroatischen Mannschaft nach fünf Siegen in fünf Spielen in die Division I auf und wurde als bester Stürmer des Turniers ausgezeichnet.

## Erfolge und Auszeichnungen
- 1999 Calder-Cup-Gewinn mit den Providence Bruins
- 2003 Japanischer Meister mit dem Kokudo Ice Hockey Club
- 2004 Japanischer Meister mit dem Kokudo Ice Hockey Club
- 2005 Meister der Asia League Ice Hockey mit dem Kokudo Ice Hockey Club
- 2006 Meister der Asia League Ice Hockey mit dem Kokudo Ice Hockey Club
- 2011 Kroatischer Meister mit dem KHL Medveščak Zagreb
- 2012 Kroatischer Meister mit dem KHL Medveščak Zagreb
- 2013 ACH-Meister mit Brantford Blast
- 2014 ACH-Meister mit Brantford Blast
- 2014 Wertvollster Spieler der ACH
- 2014 Bester AAA-Seniorenspieler der Ontario Hockey Association
- 2015 Bester Vorlagengeber der ACH

### International
- 2012 Topscorer der Weltmeisterschaft der Division II, Gruppe A
- 2012 Bester Vorlagengeber der Weltmeisterschaft der Division II, Gruppe A
- 2013 Aufstieg in die Division I, Gruppe B, bei der Weltmeisterschaft der Division II, Gruppe A
- 2013 Bester Stürmer der Weltmeisterschaft der Division II, Gruppe A

## Statistik
(Stand: Ende der Spielzeit 2011/12)